# Turing (microarquitectura)
Turing és el nom en clau d'una microarquitectura d'unitat de processament gràfic (GPU) desenvolupada per Nvidia. Porta el nom del destacat matemàtic i informàtic Alan Turing. L'arquitectura es va presentar per primera vegada l'agost de 2018 a SIGGRAPH 2018 a les targetes Quadro RTX orientades a l'estació de treball, i una setmana més tard a Gamescom a les targetes gràfiques de la sèrie GeForce RTX 20 de consum. Basant-se en el treball preliminar del seu predecessor exclusiu d'HPC, l'arquitectura Turing presenta els primers productes de consum capaços de traçar raigs en temps real, un objectiu de llarga data de la indústria gràfica per ordinador. Els elements clau inclouen processadors dedicats d'intel·ligència artificial ("Nuclis tensor") i processadors dedicats de traçat de raigs ("Nuclis RT"). Turing aprofita DXR, OptiX i Vulkan per accedir al traçat de raigs. El febrer de 2019, Nvidia va llançar la sèrie de GPU GeForce 16, que utilitza el nou disseny Turing però no té els nuclis RT i Tensor.

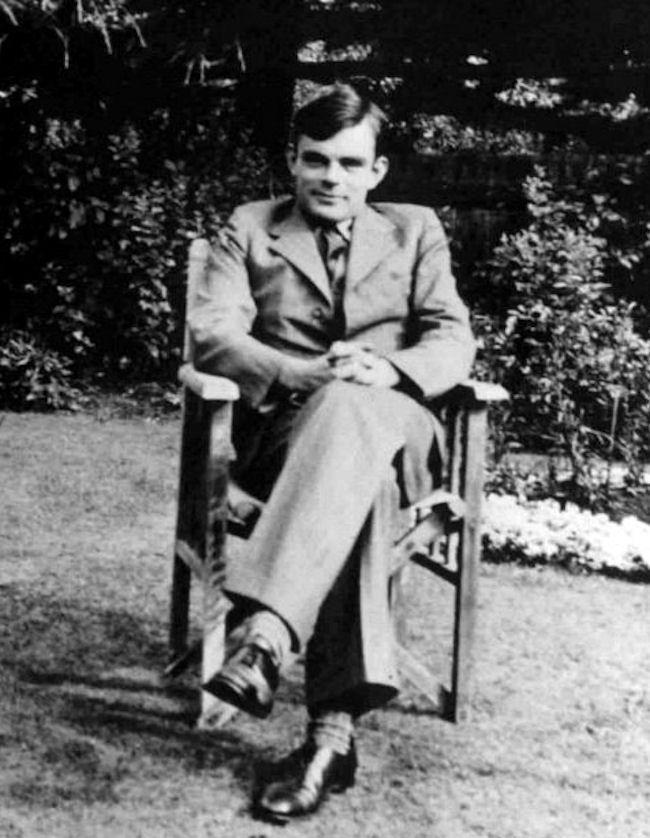
Foto d'Alan Turing, epònim d'arquitectura

Turing es fabrica mitjançant el procés de fabricació de semiconductors FinFET de 12 nm de TSMC. La GPU TU102 de gamma alta inclou 18.6 mil milions de transistors fabricats mitjançant aquest procés. Turing també utilitza memòria GDDR6 de Samsung Electronics, i anteriorment Micron Technology.

## Detalls

Imatge de la GPU TU116 utilitzada a les targetes GTX 1660

Imatge de la GPU TU106 utilitzada a les targetes RTX 2060

Imatge de la GPU TU104 utilitzada a les targetes RTX 2080

La microarquitectura Turing combina diversos tipus de nucli de processador especialitzat i permet una implementació de traçat de raigs en temps real limitat. Això s'accelera amb l'ús de nous nuclis RT (traçament de raigs), dissenyats per processar arbres quadtrees i jerarquies esfèriques, i accelerar les proves de col·lisió amb triangles individuals.
Característiques de Turing:
- Nuclis CUDA (SM, Streaming Multiprocessor)
  - Capacitat de càlcul 7.5
  - shaders rasteritzats tradicionals i càlcul
  - execució simultània d'operacions senceres i de coma flotant (heretades de Volta)
- Nuclis de traçat de raigs (RT).
  - acceleració de la jerarquia de volum delimitant
  - ombres, oclusió ambiental, il·luminació, reflexos
- Nuclis tensors (AI).
  - intel·ligència artificial
  - operacions amb matrius grans
  - Super mostreig d'aprenentatge profund (DLSS)
- Controlador de memòria amb suport GDDR6/HBM2
- DisplayPort 1.4a amb compressió de flux de pantalla (DSC) 1.2
- PureVideo Feature Set J decodificació de vídeo de maquinari
- GPU Boost 4
- Pont NVLink amb apilament de VRAM que agrupa la memòria de diverses targetes
- VirtualLink VR
- Codificació de maquinari NVENC

La memòria GDDR6 és produïda per Samsung Electronics per a la sèrie Quadro RTX. La sèrie RTX 20 es va llançar inicialment amb xips de memòria Micron, abans de canviar als xips Samsung el novembre de 2018.

## Comparació de la mort de Turing
| xip                                           | TU102         | TU104         | TU106         | TU116         | TU117         |
| --------------------------------------------- | ------------- | ------------- | ------------- | ------------- | ------------- |
| Mida de la matriu                             | 754 mm 2      | 545 mm 2      | 445 mm 2      | 284 mm 2      | 200 mm 2      |
| Transistors                                   | 18.6B         | 13.6B         | 10.8B         | 6.6B          | 4.7B          |
| Densitat de transistors                       | 24,7 MTr/mm 2 | 25,0 MTr/mm 2 | 24,3 MTr/mm 2 | 23,2 MTr/mm 2 | 23,5 MTr/mm 2 |
| Processament gràfic clústers (GPC)            | 6             | 6             | 3             | 3             | 2             |
| Transmissió en directe multiprocessadors (SM) | 72            | 48            | 36            | 24            | 16            |
| Nuclis CUDA                                   | 4608          | 3072          | 2304          | 1536          | 1024          |
| Unitats de mapeig de textures                 | 288           | 192           | 144           | 96            | 64            |
| Renderitzar unitats de sortida                | 96            | 64            | 64            | 48            | 32            |
| Nuclis tensors                                | 576           | 384           | 288           |               |               |
| Nuclis RT                                     | 72            | 48            | 36            |               |               |
| memòria cau L1                                | 6,75 MB       | 4.5 MB        | 3.375 MB      | 2.25 MB       | 1.5 MB        |
| memòria cau L1                                | 96 KB per SM  |               |               |               |               |
| memòria cau L2                                | 6 MB          | 4 MB          | 4 MB          | 1.5 MB        | 1 MB          |
| TDP màxim                                     | 280 W         | 250 W         | 185 W         | 125 W         | 75 W          |